# River Tweed (Nordsee)
Der River Tweed oder kurz Tweed ist ein 156 Kilometer langer Zufluss der Nordsee, dessen Unterlauf streckenweise entlang der Grenze zwischen England und Schottland verläuft.

## Flusslauf
Der River Tweed verläuft hauptsächlich in der Region Scottish Borders in Schottland. Er entspringt bei Tweedsmuir und entwässert die gesamte Grenzregion. Im späteren Verlauf bildet er über eine Strecke von 27 Kilometern die Grenzlinie zwischen Schottland und England. Zudem ist er bekannt als Fischereigewässer für Lachs. Der River Tweed fließt unter anderem durch die Städte Peebles, Galashiels, Melrose, Kelso, Coldstream und schließlich durch Berwick-upon-Tweed, wo er in die Nordsee mündet.
Der River Tweed entwässert ein Areal von etwa 4980 km², wovon 680 km² in England liegen. Der mittlere Abfluss nahe der Mündung beträgt 78 m³/s.
Der River Tweed hat folgende Nebenflüsse:
- Whiteadder Water
- River Till
- Eden Water
- River Teviot
- Leader Water
- Gala Water
- Ettrick Water
- Leithen Water
- Quair Water
- Eddleston Water
- Manor Water
- Lyne Water
- Holms Water